# Piper City (Illinois)
Piper City est un village du comté de Ford dans l'Illinois, aux États-Unis,. Situé au nord du comté, il est incorporé le 21 mars 1877.

## Démographie
Lors du recensement de 2010, le village comptait une population de 826 habitants. Elle est estimée, en 2016, à 780 habitants.

## Source de la traduction
- (en) Cet article est partiellement ou en totalité issu de l’article de Wikipédia en anglais intitulé « Piper City, Illinois » (voir la liste des auteurs).